# Igana
Igana ist ein Arrondissement im Departement Plateau in Benin. Es ist eine Verwaltungseinheit, die der Gerichtsbarkeit der Kommune Pobè untersteht. Gemäß der Volkszählung von 2013 hatte Igana 11.848 Einwohner, davon waren 5585 männlich und 6263 weiblich.